# Petersianthus macrocarpus
Petersianthus macrocarpus är en tvåhjärtbladig växtart som beskrevs av Liben. Petersianthus macrocarpus ingår i släktet Petersianthus och familjen Lecythidaceae. Inga underarter finns listade i Catalogue of Life.